# Isidro (football, 1954)
Pour les articles homonymes, voir Isidro.
Isidro Díaz González, plus communément appelé Isidro, est un footballeur espagnol né le 24 mai 1954 à Gimialcón. Il évoluait au poste d'attaquant.

## Biographie
Isidro est formé au Salamanca CF avant d'intégrer la Castilla en 1974,.
Il commence en équipe première lors de la saison 1976-1977 en première division espagnole,.
Avec le Real, il est triple Champion en 1979, 1980 et 1981 et remporte deux coupes nationales (1980 et 1982).
Lors de la campagne de Coupe des clubs champions en 1980-81, il dispute sept matchs et inscrit deux buts ; il marque notamment un doublé en quart de finale retour contre le Spartak Moscou. Isidro reste toutefois sur le banc lors de la finale perdue contre Liverpool.
Lors de la Coupe des vainqueurs de coupe pour la saison 1982-83, Isidro dispute six matchs, dont la finale perdue contre Aberdeen. Lors de cette même saison, il se met en évidence en championnat, en étant l'auteur d'un triplé lors de la réception de la Real Sociedad, permettant à son équipe de l'emporter sur le large score de 4-0, puis en marquant un doublé sur la pelouse de l'Athletic Bilbao, permettant au Real de l'emporter 2-4 à l'extérieur.
Isidro dispute également quatre matchs durant la campagne en Coupe UEFA 1984-85 : le club madrilène remporte la compétition. Il ne joue pas durant la finale contre Videoton FC.
En 1985, il rejoint le Racing de Santander, tout juste promu en première division. Lors de la saison 1985-1986, Isidro se met en évidence en inscrivant un total de dix buts en championnat avec cette équipe. Il marque notamment deux doublés, lors de la réception du Real Saragosse, puis lors de la réception de l'Hércules CF. Le Racing est relégué en deuxième division à l'issue de la saison 1986-1987,.
Par la suite, Isidro est joueur du club d'Elche. Il raccroche les crampons en 1989,.
Le bilan de la carrière d'Isidro en championnat s'élève à 221 matchs disputés en première division, pour 28 buts inscrits, et 28 matchs joués en deuxième division, pour quatre buts marqués.

## Palmarès
Real Madrid
| - Championnat d'Espagne (3) : - Champion : 1978-79, 1979-80 et 1980-81. - Coupe d'Espagne (2) : - Vainqueur : 1979-80 et 1981-82. - Coupe de la Ligue d'Espagne (1) : - Vainqueur : 1984-85. |  | - Coupe UEFA (1) : - Vainqueur : 1984-85. - Coupe des vainqueurs de coupe : - Finaliste : 1982-83. |